# Swartzia racemosa
Swartzia racemosa är en ärtväxtart som beskrevs av George Bentham. Swartzia racemosa ingår i släktet Swartzia och familjen ärtväxter.

## Underarter
Arten delas in i följande underarter:
- S. r. klugii
- S. r. major
- S. r. racemosa